# 深層崩壊
深層崩壊（しんそうほうかい、英語：deep-seated landslide）は、山崩れ･がけ崩れなどの斜面崩壊のうち、すべり面が表層崩壊（厚さ0.5-2.0m程度の表層土が、表層土と基盤層の境界に沿って滑落する比較的規模の小さな崩壊）よりも深部で発生し、表土層だけでなく深層の地盤までもが崩壊土塊となる比較的規模の大きな崩壊現象をいう。きっかけは長時間の降雨や、地震などとされる。
土砂災害の形態を表す言葉に、がけ崩れ・地すべり・土石流などがあるが、深層崩壊・表層崩壊は崩壊の形態を表す用語である。

## 日本の実態
国土交通省の調査によれば、発生頻度が「特に高い」とされているのは、21都道県の2.6万k㎡である。そのため2016年度までにセンサーを150カ所設置する。紀伊山地では設置を終えている。

## 深層崩壊による土砂災害の事例
- 1889年8月の十津川大水害 - 台風に伴う大雨のため、奈良県吉野郡十津川郷（現十津川村）では、大規模な山腹崩壊が1000か所以上で発生。十津川が刻んだ谷を土砂が埋め37か所で天然ダムをつくり、多くの堰止湖が出現。天然ダム決壊にともなう洪水により、死者168人、全壊・流出家屋426戸、耕地の埋没流失226ha等の甚大な被害をもたらした[3]。
- 1953年7月の紀州大水害のうち、有田川災害[4]
- 1997年7月10日の鹿児島県出水市針原地区土石流災害[1] - 死者21名、重軽傷者13名、破壊された家屋は19棟
- 2005年9月6日の美郷町 (宮崎県)での耳川天然ダム災害[5]
- 2009年8月9日の平成21年台風第8号による八八水害 - 台湾・高雄県小林村（現小林里）で、付近の山の深層崩壊による土石流により川沿いの集落の大部分が流され、さらに天然ダムが発生、決壊して、結局集落全体が壊滅。死者約500人にのぼり、逃げ延びた住民は数十人にとどまった。のちに日本から複数の専門家による調査団が派遣されて、深層崩壊の発生機構を研究、対策を強化するきっかけとなった[6]。
- 2011年9月の平成23年台風第12号による紀伊水害 - 五條市大塔町赤谷（宇井で被害）、奈良県野迫川村北股、和歌山県田辺市熊野（伏菟野で被害）などで大きな深層崩壊が起こった。深層崩壊箇所は土砂崩れ3,077カ所中76カ所だが、面積1,000万平方m中の半分、流出土砂量1億立方mの8割が深層崩壊によるものであった。17カ所では土砂崩れダムを形成していた[7]。
- 2012年9月24日、京浜急行の追浜駅～京急田浦駅間の土砂崩れ・脱線事故の原因は深層崩壊である[8]。